# Hamza Hamzić
Hamza Hamzić (Bijeljina, 20. svibnja 1924. – kod Tuzle, siječnja 1944.), narodni heroj Jugoslavije

## Životopis
Rođen u Bijeljini. Radnik. Od početka 1942. član KPJ. Siječnja 1944. poginuo kao zapovjednik bataljuna 16. muslimanske brigade. Proglašen je narodnim herojem.